# Valentín González
Valentín González, El Campesino (ur. 4 listopada 1904 w Malcocinado, zm. 20 października 1983 w Madrycie) – hiszpański wojskowy, podpułkownik, uczestnik hiszpańskiej wojny domowej walczący po stronie republikańskiej, więzień stalinowskiego gułagu.

## Życiorys
Początkowo pracował jako górnik. Kiedy został członkiem partii komunistycznej utworzył jedną z pierwszych jednostek milicji, by bronić republiki w czasie puczu zorganizowanego przez gen. Francisco Franco. Następnie brał udział w wielu bitwach.
W czasie bitwy pod Brunete w stopniu majora dowodził 46 Dywizją Piechoty. Dywizją tą dowodził także w bitwie nad Ebro, jednak później na tym stanowisku zastąpił go Domenico Leal.
Po zakończeniu wojny domowej wyemigrował do Związku Radzieckiego. Tam trafił do łagru w Workucie i pracował w górnictwie jako brygadzista. Po ucieczce ze Związku Radzieckiego przeniósł się do Francji, a po śmierci gen. Franco powrócił do Hiszpanii.
W czasie pobytu we Francji jako General El Campesino napisał i opublikował książkę pt. Życie i śmierć w ZSRR (1939-1949).